# Estônia nos Jogos Olímpicos de Inverno de 2010

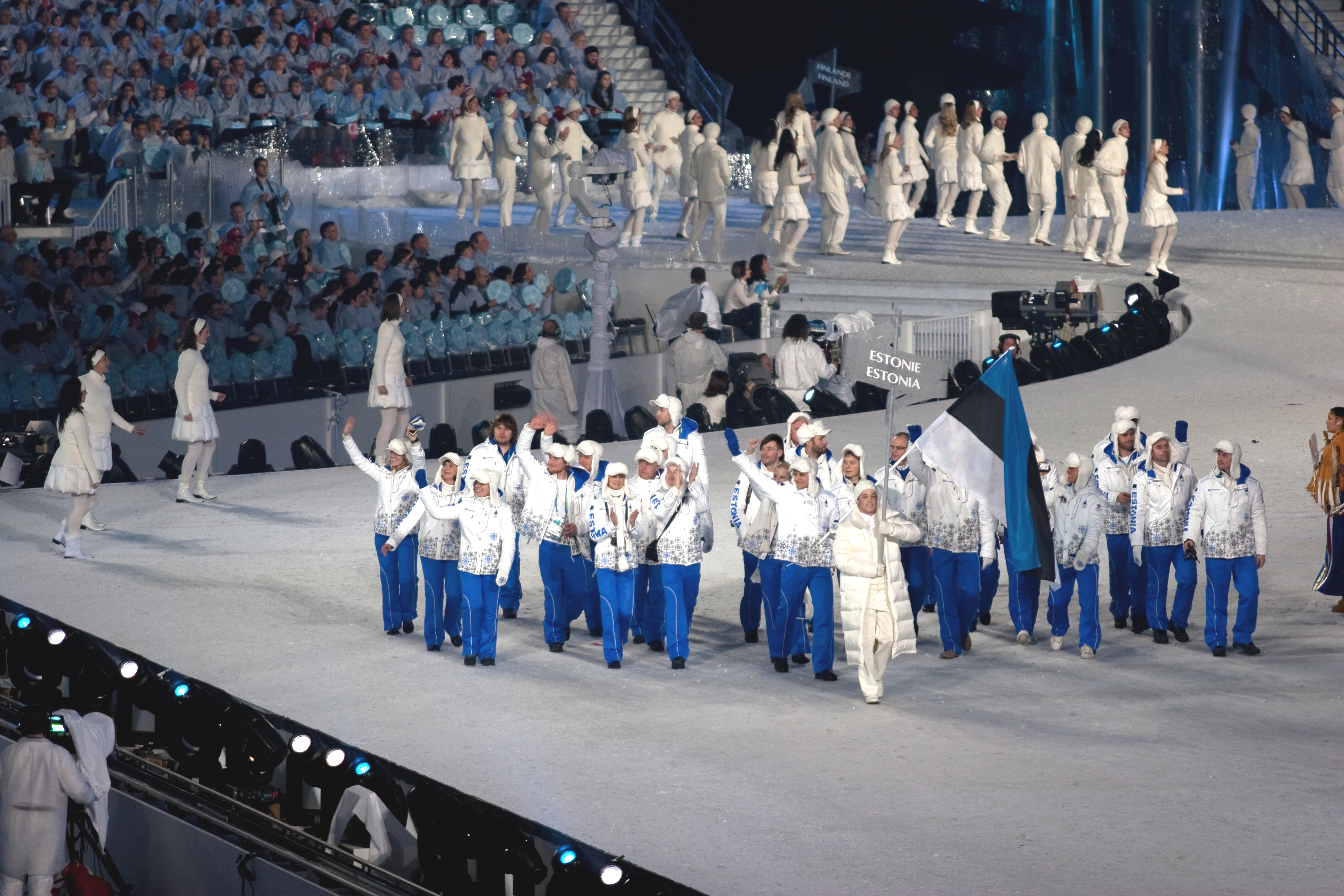
Delegação estoniana durante a cerimônia de abertura.

A Estônia participou dos Jogos Olímpicos de Inverno de 2010, realizados em Vancouver, no Canadá. Foi a oitava aparição do país em Olimpíadas de Inverno.

## Medalhas
| Atleta               | Esporte             | Evento               | Medalha |
| -------------------- | ------------------- | -------------------- | ------- |
| Kristina Šmigun-Vähi | Esqui cross-country | 10 km livre feminino | Prata   |

## Desempenho

### Biatlo
Feminino
| Atleta                                               | Evento      | Final     | Final       | Final   |
| Atleta                                               | Evento      | Tempo     | Penalidades | Posição |
| ---------------------------------------------------- | ----------- | --------- | ----------- | ------- |
| Eveli Saue                                           | Velocidade  | 22:23.3   | 2 (1+1)     | 55º     |
| Eveli Saue                                           | Perseguição | LAP       | 7 (1+2+4+ ) |         |
| Eveli Saue                                           | Individual  | 45:27.9   | 2 (1+0+0+1) | 42º     |
| Kadri Lehtla                                         | Velocidade  | 22:34.2   | 2 (2+0)     | 64º     |
| Kadri Lehtla                                         | Individual  | 45:43.0   | 2 (1+0+1+0) | 45º     |
| Kristel Viigipuu                                     | Velocidade  | 23:57.1   | 0 (0+2)     | 83º     |
| Sirli Hanni                                          | Velocidade  | 23:57.8   | 2 (2+0)     | 84º     |
| Kadri Lehtla Eveli Saue Sirli Hanni Kristel Viigipuu | Revezamento | 1:17:55.5 | 2+9 0+7     | 18º     |

Masculino
| Atleta                                                | Evento      | Final     | Final       | Final   |
| Atleta                                                | Evento      | Tempo     | Penalidades | Posição |
| ----------------------------------------------------- | ----------- | --------- | ----------- | ------- |
| Indrek Tobreluts                                      | Velocidade  | 26:18.9   | 1 (0+1)     | 31º     |
| Indrek Tobreluts                                      | Perseguição | 37:29.0   | 5 (2+0+2+1) | 48º     |
| Kauri Kõiv                                            | Velocidade  | 26:56.0   | 2 (1+1)     | 48º     |
| Kauri Kõiv                                            | Perseguição | 37:45.5   | 4 (0+1+2+1) | 50º     |
| Kauri Kõiv                                            | Individual  | 53:22.4   | 3 (1+0+1+1) | 44º     |
| Martten Kaldvee                                       | Velocidade  | 28:07.7   | 2 (2+1)     | 74º     |
| Martten Kaldvee                                       | Individual  | 57:56.7   | 6 (1+1+2+2) | 81º     |
| Priit Viks                                            | Individual  | 51:38.1   | 1 (1+0+0+0) | 20º     |
| Roland Lessing                                        | Velocidade  | 27:26.0   | 3 (2+1)     | 62º     |
| Roland Lessing                                        | Individual  | 55:29.8   | 5 (3+0+1+1) | 65º     |
| Priit Viks Kauri Kõiv Indrek Tobreluts Roland Lessing | Revezamento | 1:28:16.5 | 3+7 0+3     | 14º     |

### Esqui alpino
Feminino
| Atleta        | Evento         | Corrida 1 | Corrida 2 | Total   | Pos. |
| ------------- | -------------- | --------- | --------- | ------- | ---- |
| Tiiu Nurmberg | Slalom         | 58.91     | 59.08     | 1:57.99 | 42º  |
| Tiiu Nurmberg | Slalom gigante | DNF       | DNF       | DNF     | DNF  |

Masculino
| Atleta       | Evento         | Corrida 1 | Corrida 2 | Total   | Pos. |
| ------------ | -------------- | --------- | --------- | ------- | ---- |
| Deyvid Oprja | Slalom         | DNF       | DNF       | DNF     | DNF  |
| Deyvid Oprja | Slalom gigante | 1:29.27   | 1:31.51   | 3:00.78 | 66º  |

### Esqui cross-country
Feminino
| Atleta                   | Evento                 | Qualificatória | Qualificatória | Quartas de final | Quartas de final | Semifinal   | Semifinal   | Final       | Final            |
| Atleta                   | Evento                 | Tempo          | Pos.           | Tempo            | Pos.             | Tempo       | Pos.        | Tempo       | Pos.             |
| ------------------------ | ---------------------- | -------------- | -------------- | ---------------- | ---------------- | ----------- | ----------- | ----------- | ---------------- |
| Tatjana Mannima          | 10 km livre            |                |                |                  |                  |             |             | 28:13.0     | 57º              |
| Tatjana Mannima          | Perseguição combinada  |                |                |                  |                  |             |             | 44:24.2     | 43º              |
| Tatjana Mannima          | Largada coletiva       |                |                |                  |                  |             |             | 1:40:51.3   | 41º              |
| Triin Ojaste             | Velocidade             | 3:52.31        | 37º            | Não avançou      | Não avançou      | Não avançou | Não avançou | Não avançou | Não avançou      |
| Kristina Šmigun-Vähi     | 10 km livre            |                |                |                  |                  |             |             | 25:05.0     | Medalha de prata |
| Kristina Šmigun-Vähi     | Perseguição combinada  |                |                |                  |                  |             |             | DNF         | DNF              |
| Kristina Šmigun-Vähi     | Largada coletiva       |                |                |                  |                  |             |             | 1:35:27.2   | 27º              |
| Kaija Udras              | Velocidade             | 3:51.05        | 31º            | Não avançou      | Não avançou      | Não avançou | Não avançou | Não avançou | Não avançou      |
| Kaija Udras              | Perseguição combinada  |                |                |                  |                  |             |             | DNF         | DNF              |
| Triin Ojaste Kaija Udras | Velocidade por equipes |                |                |                  |                  | 20:02.2     | 8º          | Não avançou | Não avançou      |

Masculino
| Atleta                                       | Evento                 | Qualificatória | Qualificatória | Quartas de final | Quartas de final | Semifinal   | Semifinal   | Final       | Final       |
| Atleta                                       | Evento                 | Tempo          | Pos.           | Tempo            | Pos.             | Tempo       | Pos.        | Tempo       | Pos.        |
| -------------------------------------------- | ---------------------- | -------------- | -------------- | ---------------- | ---------------- | ----------- | ----------- | ----------- | ----------- |
| Kein Einaste                                 | Velocidade             | 3:59.19        | 59º            | Não avançou      | Não avançou      | Não avançou | Não avançou | Não avançou | Não avançou |
| Algo Kärp                                    | Largada coletiva       |                |                |                  |                  |             |             | 2:13:49.6   | 41º         |
| Kaspar Kokk                                  | Perseguição combinada  |                |                |                  |                  |             |             | 1:22:40.3   | 42º         |
| Peeter Kümmel                                | Velocidade             | 3:37.99        | 9º             | 3:42.4           | 3º               | Não avançou | Não avançou | Não avançou | Não avançou |
| Jaak Mae                                     | Largada coletiva       |                |                |                  |                  |             |             | 2:10:41.3   | 30º         |
| Aivar Rehemaa                                | 15 km livre            |                |                |                  |                  |             |             | 36:13.5     | 51º         |
| Aivar Rehemaa                                | Perseguição combinada  |                |                |                  |                  |             |             | 1:21:15.8   | 37º         |
| Aivar Rehemaa                                | Largada coletiva       |                |                |                  |                  |             |             | 2:10:57.6   | 34º         |
| Anti Saarepuu                                | Velocidade             | 3:45.44        | 42º            | Não avançou      | Não avançou      | Não avançou | Não avançou | Não avançou | Não avançou |
| Timo Simonlatser                             | Velocidade             | 3:40.65        | 25º            | 3:42.2           | 6º               | Não avançou | Não avançou | Não avançou | Não avançou |
| Karel Tammjärv                               | 15 km livre            |                |                |                  |                  |             |             | 37:38.4     | 67º         |
| Karel Tammjärv                               | Perseguição combinada  |                |                |                  |                  |             |             | 1:23:02.9   | 46º         |
| Andrus Veerpalu                              | Largada coletiva       |                |                |                  |                  |             |             | 2:05:41.6   | 6º          |
| Anti Saarepuu Peeter Kümmel                  | Velocidade por equipes |                |                |                  |                  | 19:27.6     | 8º          | Não avançou | Não avançou |
| Algo Kärp Jaak Mae Aivar Rehemaa Kaspar Kokk | Revezamento 4x10 km    |                |                |                  |                  |             |             | 1:51:41.2   | 14º         |

### Patinação artística
| Atleta                      | Evento              | Programa curto | Programa curto | Programa longo | Programa longo | Total  | Total |
| Atleta                      | Evento              | Pontos         | Pos.           | Pontos         | Pos.           | Pontos | Pos.  |
| --------------------------- | ------------------- | -------------- | -------------- | -------------- | -------------- | ------ | ----- |
| Elena Glebova               | Individual feminino | 50.80          | 20º            | 83.39          | 22º            | 134.19 | 21º   |
| Maria Sergejeva Ilja Glebov | Duplas              | 42.18          | 18º            | 82.72          | 19º            | 124.90 | 19º   |

| Atleta                 | Evento        | Dança obrigatória | Dança obrigatória | Dança original | Dança original | Dança livre | Dança livre | Total  | Total |
| Atleta                 | Evento        | Pontos            | Pos.              | Pontos         | Pos.           | Pontos      | Pos.        | Pontos | Pos.  |
| ---------------------- | ------------- | ----------------- | ----------------- | -------------- | -------------- | ----------- | ----------- | ------ | ----- |
| Irina Štork Taavi Rand | Dança no gelo | 21.73             | 23º               | 35.21          | 23º            | 58.24       | 23º         | 115.18 | 23º   |

Legenda
| Recorde mundial      | Recorde mundial (World record)               |                       | Recorde africano                      | Recorde africano (African) |                                           | Q | Classificado por posição (Qualified) |
| Recorde olímpico     | Recorde olímpico (Olympic record)            | Recorde da América    | Recorde da América (Americas)         | q                          | Classificado por melhor tempo (Qualified) |   |                                      |
| Melhor marca do ano  | Melhor marca do ano (World leading)          | Recorde asiático      | Recorde asiático (Asian)              | DNS                        | Não largou (Did not start)                |   |                                      |
| Recorde nacional     | Recorde nacional (National record)           | Recorde europeu       | Recorde europeu (European)            | DNF                        | Não terminou (Did not finish)             |   |                                      |
| Recorde pessoal      | Recorde pessoal do atleta (Personal best)    | Recorde da Oceania    | Recorde da Oceania (Oceania)          | DSQ / DQ                   | Desclassificado (Disqualified)            |   |                                      |
| Recorde da temporada | Recorde da temporada do atleta (Season best) | Recorde sul-americano | Recorde sul-americano (South America) | NM                         | Sem marca (No mark)                       |   |                                      |